# Hovhannes Goharyan
Hovhannes Goharyan (armênio: Հովհաննես Գոհարյան (Yerevan, 18 de Março de 1988) é um jogador de futebol armênio. Atualmente encontra-se retirado de competições oficiais.

## Títulos
BATE Borisov
- Vysshaya Liga: 2009